# Аркејдија (Небраска)
Аркејдија (енгл. Arcadia) град је у америчкој савезној држави Небраска.

## Демографија
По попису из 2010. године број становника је 311, што је 48 (-13,4%) становника мање него 2000. године.
| Група             | 2000.       | 2010.       |
| Белци             | 352 (98,1%) | 298 (95,8%) |
| Афроамериканци    | 2 (0,6%)    | 0 (0,0%)    |
| Азијати           | 1 (0,3%)    | 1 (0,3%)    |
| Хиспаноамериканци | 3 (0,8%)    | 9 (2,9%)    |
| Укупно            | 359         | 311         |